# Synaptomys
Campagnols-lemmings
Pour les articles homonymes, voir Campagnol et Lemming.
Genre
Synaptomys est un genre de petits rongeurs de la famille des Cricétidés. Leur nom vernaculaire, campagnols-lemmings, est la combinaison de deux autres : campagnol et lemming. Ce genre comprend deux espèces parfois classées dans deux sous-genres. Les deux espèces vivent en Amérique du Nord.

## Liste d'espèces
Selon ITIS :
- Synaptomys borealis (Richardson, 1828), le campagnol-lemming boréal[2]
- Synaptomys cooperi Baird, 1858, le campagnol-lemming de Cooper[2]

## Liste des sous-genres
Selon MSW :
- sous-genre Synaptomys (Mictomys)
  - Synaptomys borealis
- sous-genre Synaptomys (Synaptomys)
  - Synaptomys cooperi